# Ngemplakrejo (Pamotan)
Ngemplakrejo is een bestuurslaag in het regentschap Rembang van de provincie Midden-Java, Indonesië. Ngemplakrejo telt 1017 inwoners (volkstelling 2010).